# Impatiens acaulis
Impatiens acaulis är en balsaminväxtart som beskrevs av George Arnott Walker Arnott. Impatiens acaulis ingår i släktet balsaminer, och familjen balsaminväxter. Utöver nominatformen finns också underarten I. a. granulata.